# Hulk Rules
Hulk Rules beziehungsweise American Made ist das erste und bisher einzige Musikalbum des Wrestlers Hulk Hogan.

## Entstehungsgeschichte
Als Teil seines Engagements für die Make-A-Wish-Foundation traf Hulk Hogan 1992 in England auf einen Jungen, der an Krebs litt. Der Junge sollte bei der abendlichen Show im Wembley-Stadion in der Nähe des Rings sitzen. Als der Sitz aber leer blieb, fragte Hogan nach, was passiert sei. Die Offiziellen informierten ihn, dass das Kind vor Beginn des Matches verstorben sei. Zusammen mit Jimmy Hart, der früher bei der Gesangstruppe The Gentrys war, setzten sie sich zusammen hin und schrieben das Lied Hulk-A-Maniacs in Heaven. Insgesamt wurden es schließlich etwa zehn bis elf Lieder.
Die Aufnahmen erfolgten anschließend in den Morrisound Recording Studios in Tampa, Florida. Außer Hulk Hogan waren Jimmy Hart und J.J. Maguire an den Aufnahmen beteiligt. Hogans Frau Linda Bollea beteiligte sich am Background-Gesang und hatte auch einige Solo-Passagen. Die Aufnahmen wurden zunächst mit einem Drumcomputer ausgeführt. Hulk Hogan selbst sang und spielte den Bass an einigen Stellen ein. Neben ihm sang außerdem Jimmy Hart und J.J. Maguire, der zusätzlich noch für die übrigen Instrumente verantwortlich zeichnet.
Das Album wurde für den US-amerikanischen Markt vom Hip-Hop-Label Select Records 1995 unter dem Titel Hulk Rules veröffentlicht. Die europäische Version erhielt den Titel American Made und erschien 1994. Bei der europäischen Version wurden einige Songs umbenannt und in eine andere Reihenfolge gebracht. Ebenso verfügte das Album über ein anderes Cover.
Laut Hulk Hogan gingen alle Erlöse des Albums an die Familie des Jungen, für den er das Lied Hulk-A-Maniacs in Heaven geschrieben habe, da dessen Familie die Krankenhausrechnungen nicht bezahlen konnte.

## Cover
Beide Versionen zeigen auf der Vorderseite ein Bild von Hulk Hogan. Bei der US-amerikanischen Version steht er auf der US-amerikanischen Flagge und guckt bedrohlich nach oben. Auf der europäischen Version ist er lächelnd mit einem Hulk-Hogan-Bass zu sehen.

## Titelliste
| Hulk Rules | American Made |
| --- | --- |
| 1. Hulkster’s in the House – 2:29 2. American Made – 3:37 3. Hulkster’s Back – 2:19 4. Wrestling Boot Traveling Band – 2:56 5. Bad to the Bone – 2:40 6. I Want to Be a Hulkamaniac – 2:56 7. Beach Patrol – 2:12 8. Hulk’s the One – 2:58 9. Hulkster in Heaven – 4:40 10. Hulk Rules – 2:34 | 1. I Want to Be a Hulk-A-Maniac – 2:56 2. American Made – 3:37 3. Wrestling Boot Band – 2:56 4. Hulk-A-Maniacs in Heaven – 4:40 5. Hulkster’s in the House – 2:29 6. Beach Patrol – 2:12 7. Hulksters Back – 2:19 8. Hulk’s the One – 2:58 9. Hulk Rules – 2:34 10. Bad to the Bone – 2:40 |

## Songinfos
American Made verwendete Hogan später als Einlaufmusik zu seiner WCW-Zeit. Es wurde auch auf der Kompilation WCW Mayhem: The Music 1999 wiederveröffentlicht.
1993 erschien die Single Leader of the Gang (eine Coverversion von Gary Glitter), die Hulk Hogan zusammen mit Green Jellÿ eingespielt hatte. Hulkster in Heaven beziehungsweise Hulk-A-Maniacs in Heaven ist als Bonustrack unter dem Namen Hulkomaniac beigefügt.

## Musikstil und Texte
Das Album bedient sich einiger moderner Strömungen an Musik. Es enthält zahlreiche Elemente aus dem Hip-Hop, so zum Beispiel Hogans Sprechgesang und Teile der unterlegten Beats, Funk, Rock, Gospel und Pop, ohne dass man das Album als Ganzes einem bestimmten Genre zuordnen kann. Die meisten Texte des Albums sind sehr selbstbezogen und basieren auf den Catchphrases, die Hogan auch in seinen Wrestling-Auftritten verwendet hatte, so zum Beispiel „You gotta train, say your prayers, eat your vitamins too“ im Lied I Want to Be a Hulkamaniac.

## Rezeption
Hulk Rules wurde grundsätzlich nicht als gutes Album bezeichnet. Viel mehr zieht es einen gewissen Unterhaltungswert aus der Tatsache, dass man das Album kaum ernst nehmen kann. Das Album richtet sich eher an eine jugendliche Zielgruppe und versucht aus der Popularität von Hulk Hogan Kapital zu schlagen. Zu plakativ sind die Anti-Drogen-Statements und die Handlungsanweisungen, die Hogan den Kindern versucht mitzugeben. Dennoch schaffte es das Album 1995 auf Platz #12 der „Top Kid Audio“-Billboard-Charts zu gelangen.